# 咖啡香腸
咖啡香腸由台灣人林奕利於2003年發明。以咖啡原料與上等後腿豬肉醃製而成的材料製作香腸。其特殊的咖啡口味，讓品嘗者在吃香腸的同時，體驗17種咖啡混合而成的特殊味道。後腿豬肉的肥瘦比例接近於20/80，讓咖啡香腸能在此種混和下，調配出完美的口感。